# صحيح البخاري: السنوات الأولى من الإسلام
صحيح البخاري: السنوات الأولى من الإسلام هو تفسير لصحيح البخاري، الكتاب الأول من كتب الإسلام السنية الستة، ألّف الشرح العالم المسلم محمد أسد.
يتضمن الكتاب الفصول التاريخية لأهم كتب الحديث السنية وهو صحيح البخاري. فهو يصور بداية الوحي للنبي، وفضائل أصحابه، والسنوات الأولى من الإسلام حتى نقطة التحول الحاسمة في التاريخ الإسلامي، معركة بدر.

## الخلفية
بعد كتابه "الإسلام على مفترق الطرق"، ركّز أسد اهتمامه على أحد أقدم وأبقى همومه كمصلح: "جعل صوت نبي الإسلام حقيقيًا، كما لو كان يتحدث إلينا مباشرةً ولصالحنا: وفي الحديث يُمكن سماع صوته بوضوح تام". ومثل غيره من المصلحين الإسلاميين، رأى أسد أن معرفة التقاليد - أقوال النبي المُجمّعة والمُسجّلة بعناية، والتي تُكمّل القرآن وتُوسّعه - ضرورية "لفهم جديد وتقدير مباشر للتعاليم الحقيقية للإسلام ".
وبتشجيع من الشاعر الفيلسوف إقبال، حاول القيام بمهمة لم يسبق أن تم القيام بها باللغة الإنجليزية: ترجمة وشرح الأحاديث النبوية الصحيحة كما تم تجميعها بعناية ونقد في القرن التاسع من المحدث البخاري.

## المقدمات

### مقدمة لطبعة 1938
وكان المؤلف قد خطط لترجمة صحيح البخاري كاملًا وشرحه تدريجيًّا ونشره في أربعين جزءًا. وقد أتم ترجمة حوالي ثلاثين فصلًا. ومن بين هذه الكتب، طُبعَ فصلان في سري نكر، وثلاثة فصول في لاهور. وقد تعرضت المخطوطة غير المطبوعة لبقية الفصول للتدمير بسبب التقسيم العنيف لشبه القارة الهندية. طبعة عام 1938 عبارة عن مجموعة من تلك الأقساط الخمسة المطبوعة في شكل كتاب.

### مقدمة طبعة 1981
شهدت بداية الحرب العالمية الثانية اعتقال الحكومة البريطانية لأسد باعتباره أجنبيًا عدوًا [الإنجليزية]؛ واستمر عمله على صحيح البخاري في الاعتقال. وبعد انتهاء الحرب بفترة وجيزة، جاءت الاضطرابات الدموية التي رافقت تقسيم الهند (1947) بمثابة "خسارة شخصية كبيرة" لأسد. إلى جانب أعماله الأخرى، فدُمر ما يقرب من ثلاثة أرباع مخطوطات ترجمته الموضحة لصحيح البخاري. هذه الطبعة الصادرة عام 1981 هي إعادة نشر لطبعة عام 1938، وتحمل بقايا ذلك العمل المدمر.

## طالع أيضًا
- رسالة القرآن
- التسلسل الزمني لحياة محمد أسد
- الطريق إلى مكة
- كتب الستة
- مصطلحات الحديث